# Une journée particulière (Les Simpson)
Pour les articles homonymes, voir Une journée particulière (homonymie).
Une journée particulière est le neuvième épisode de la vingt-huitième saison de la série télévisée Les Simpson et le 605e épisode de la série. Il est sorti en première sur le réseau Fox le 4 décembre 2016.

## Synopsis
Homer apprend que Mr. Burns a pris des vacances et décide de profiter des privilèges de son employeur le temps de ses congés (comme se garer sur la place de parking réservée à sa limousine). Malheureusement pour lui, Mr. Burns revient à l'improviste et surprend son employé en train de jouer au golf dans son bureau. Homer envoie accidentellement sa balle sur le bouton de la trappe qui s'ouvre et le fait chuter jusque dans une bétonnière, située plusieurs centaines de mètres plus bas.
Homer est blessé et Mr. Burns est informé par son avocat que, la trappe dans son bureau étant illégale, son employé est en droit de lui intenter un procès qui pourrait causer la fermeture de la centrale. Sur ordre de son patron, Smithers se rend chez les Simpson pour convaincre Homer de renoncer aux poursuites judiciaires, mais ce dernier refuse. C'est alors que Marge, qui souffre d'un manque d'attention de la part de son mari, se lie d'amitié avec Smithers, qui éprouve le même sentiment de frustration avec Burns. 
De son côté, Lisa lance une initiative pour maintenir l'ordre dans le bus scolaire.

## Réception
Lors de sa première diffusion l'épisode a attiré 5,77 millions de téléspectateurs.